# Raniero Felice Simonetti
Raniero Felice Simonetti (ur. 12 grudnia 1675 w Cingoli albo Osimo, zm. 20 sierpnia 1749 w Viterbo) – włoski kardynał.

## Życiorys
Urodził się 12 grudnia 1675 roku Cingoli albo Osimo, jako Francesca Simonettiego i Giulii Marefoschi. Studiował na Uniwersytecie w Maceracie, gdzie uzyskał doktorat utroque iure. Następnie wstąpił do inkwizycji rzymskiej i został kanonikiem bazyliki watykańskiej. 20 grudnia 1727 roku przyjął święcenia kapłańskie. 14 czerwca 1728 roku został tytularnym arcybiskupem Nikozji, a piętnaście dni później przyjął sakrę. W latach 1730–1743 pełnił funkcje nuncjusza w Neapolu. 10 kwietnia 1747 roku został kreowany kardynałem prezbiterem i otrzymał kościół tytularny Santa Susanna. Rok później został arcybiskupem ad personam Viterbo. Zmarł tamże 20 sierpnia 1749.